# هیرو ابراهیم احمد
هیرو ابراهیم احمد همسر جلال طالبانی رهبر حزب اتحادیه میهنی کردستان (Yekétî Nîştmanî Kurdistanynk)) و فرزند ابراهیم احمد (نویسنده کرد زبان و از رهبران جنبش کردستان عراق) است.
وی نماینده پارلمان کردستان عراق (از ۱۹۹۲م)، عضو پارلمان کردستان در دوره اول، عضو فراکسیون دائمی پارلمان کردستان و عضو فراکسیون پارلمانی سبز است و یکی از گزینه‌های ریاست جمهوری عراق است.
وی از زنان سرشناس کرد عراقی است که از سال ۱۹۹۱ تا کنون سمتهای مهمی در استان سلیمانیه و نیز در حکومت اقلیم کردستان داشته‌است. برخی وی را در پشت پرده تحولات راپرین و رفراندوم کردستان عراق دانسته و با حفصه خان نقیب مقایسه می‌کنند، همان‌طور که خود وی ارادت خاصی نسبت به حفصه خان نقیب دارد. وی مؤسس یکی از مهم‌ترین شبکه‌های تلویزیونی کرد زبان به نام کردسات است. خواهر وی شاناز ابراهیم احمد، همسر عبداللطیف رشید ریس جمهور فعلی عراق است.
برخی هنرمندان ایرانی از جمله محمدرضا شجریان به دعوت وی در سلیمانیه کنسرت موسیقی داشته‌اند.
وی در ۳۱ شهریور ۹۵، با ارسال پیامی برای حیدر العبادی نخست‌وزیر عراق هشدار داد که در صورت عدم توقف صادرات نفت کرکوک در مدت ۵ روز از تمامی ابزارهای لازم برای توقف صادرات نفت این استان استفاده خواهد شد.